# Бадзімлуд
Бадзімлу́д (рос. Бадзимлуд) — присілок у складі Сюмсинського району Удмуртії, Росія.
Населення — 13 осіб (2010; 23 в 2002).
Національний склад (2002):
- удмурти — 70 %
- росіяни — 26 %

## Урбаноніми[3]
- вулиці — Бадзімлудська